# محمد ایرانی مجرد
محمد ایرانی مجرد (۱۲۵۱ – ۱۳۵۰)، موسیقی‌دان و کارشناس ردیف موسیقی ایرانی بود.
او نوازندگی سه‌تار را نزد میرزا عبدالله فراهانی فراگرفت. حاج محمد ایرانی مجرد، محفلی دائمی در باغچهٔ اختصاصی خود بنیان گذاشت و در آن، هنرجویان جوان موسیقی سنتی را راهنمایی می‌کرد. عبدالله دوامی، نورعلی برومند، داریوش صفوت و محمود کریمی از آموزش‌های وی بهره‌مند شده‌اند.
همچنین در سال‌های ۱۳۴۷ تا ۱۳۵۰، بر ضبط یک دوره ردیف در مرکز حفظ و اشاعه موسیقی نظارت داشت.